# Укромнівська сільська рада
Укро́мнівська сільська́ ра́да — адміністративно-територіальна одиниця та орган місцевого самоврядування в Сімферопольському районі Автономної Республіки Крим. Адміністративний центр — село Укромне.

## Загальні відомості
- Населення ради: 5 009 осіб (станом на 2001 рік)

## Населені пункти
Сільській раді підпорядковані населені пункти:
- с. Укромне
- с. Темір-Ага

## Склад ради
Рада складається з 30 депутатів та голови.
- Голова ради: Бехтольд Володимир Анатолійович
- Секретар ради: Крюковська Людмила Вікторівна

### Керівний склад попередніх скликань
| Прізвище, ім'я, по батькові     | Основні відомості                                                         | Дата обрання | Дата звільнення |
| ------------------------------- | ------------------------------------------------------------------------- | ------------ | --------------- |
| Бехтольд Володимир Анатолійович | Сільський голова, 1971 року народження, освіта вища, безпартійний         | 26.03.2006   | 31.10.2010      |
| Бехтольд Володимир Анатолійович | Сільський голова, 1971 року народження, освіта вища, член Партії регіонів | 31.10.2010   |                 |

Примітка: таблиця складена за даними сайту Верховної Ради України

### Депутати
За результатами місцевих виборів 2010 року депутатами ради стали:

#### За суб'єктами висування
| Суб'єкт висування | Кількість обраних депутатів | %    |
| ----------------- | --------------------------- | ---- |
| Партія регіонів   | 20                          | 66,7 |
| Самовисування     | 9                           | 30   |
| Партія «Союз»     | 1                           | 3,3  |

#### За округами
| № округу        | Прізвище, ім'я, по батькові         | Дата визнання обраним | Освіта  | Партійна приналежність | Відомості про обраного депутата                                                 |
| --------------- | ----------------------------------- | --------------------- | ------- | ---------------------- | ------------------------------------------------------------------------------- |
| Партія регіонів |                                     |                       |         |                        |                                                                                 |
| 1               | Сердюк Анатолій Олександрович       | 03.11.2010            | середня | член Партії регіонів   | цех ЗБВ, охоронець                                                              |
| 3               | Ландар Дмитро Володимирович         | 03.11.2010            | вища    | член Партії регіонів   | ТОВ «Елітавтотранс», директор                                                   |
| 6               | Бочаров Денис Олександрович         | 03.11.2010            | вища    | член Партії регіонів   | тимчасово не працює                                                             |
| 7               | Заходський Олександр Володимирович  | 03.11.2010            | середня | член Партії регіонів   | тимчасово не працює                                                             |
| 8               | Аліфіров Олександр Володимирович    | 03.11.2010            | середня | член Партії регіонів   | ПП «Лагода», бармен                                                             |
| 9               | Жабенко Віктор Вікторович           | 03.11.2010            | середня | член Партії регіонів   | тимчасово не працює                                                             |
| 11              | Репін Олег Павлович                 | 03.11.2010            | вища    | член Партії регіонів   | приватний підприємець                                                           |
| 12              | Зіотдінов Юрій Миколайович          | 03.11.2010            | середня | член Партії регіонів   | тимчасово не працює                                                             |
| 13              | Філінський Едуард Станіславович     | 03.11.2010            | середня | член Партії регіонів   | тимчасово не працює                                                             |
| 15              | Тарарухін Петро Васильович          | 03.11.2010            | середня | член Партії регіонів   | пенсіонер                                                                       |
| 16              | Москвін Сергій Анатолійович         | 03.11.2010            | середня | член Партії регіонів   | ВАТ «Аеропорт Сімферополь», водій                                               |
| 17              | Штефан Деніс Васильович             | 03.11.2010            | вища    | член Партії регіонів   | «Кримагротрейд», менеджер зі збуту                                              |
| 18              | Бетехтіна Любов Олександрівна       | 03.11.2010            | середня | член Партії регіонів   | Укромнівська амбулаторія, акушерка                                              |
| 19              | Тишко Клавдія Федорівна             | 03.11.2010            | вища    | член Партії регіонів   | пенсіонер                                                                       |
| 21              | Шартінова Євдокія Федорівна         | 03.11.2010            | середня | член Партії регіонів   | пенсіонер                                                                       |
| 22              | Білокриницька Оксана Миколаївна     | 03.11.2010            | вища    | член Партії регіонів   | Укромнівська загальноосвітня школа І-ІІІ ст., заст. директора з виховної роботи |
| 23              | Польченко Галина Валентинівна       | 03.11.2010            | вища    | член Партії регіонів   | Укромнівська загальноосвітня школа І-ІІІ ст., вчитель                           |
| 25              | Крюковський Олександр Володимирович | 03.11.2010            | середня | член Партії регіонів   | ОКС м. Сімферополя, електрик                                                    |
| 26              | Ковальов Анатолій Вікторович        | 03.11.2010            | середня | член Партії регіонів   | ПП «Якимов», майстер по збиранню жалюзі                                         |
| 27              | Чернікова Оксана Анатоліївна        | 03.11.2010            | середня | член Партії регіонів   | дошкільний навчальний заклад «Журавлик», завідувачка господарства               |
| Партія «Союз»   |                                     |                       |         |                        |                                                                                 |
| 10              | Лозицький Валерій Миколайович       | 03.11.2010            | середня | член Партії «Союз»     | ПП «Декер Ай Ті», водій                                                         |
| Самовисування   |                                     |                       |         |                        |                                                                                 |
| 2               | Блалов Рефат Юсупович               | 03.11.2010            | середня | позапартійний          | пенсіонер                                                                       |
| 4               | Бехтольд Альбіна Василівна          | 03.11.2010            | вища    | позапартійна           | Укромнівський будинок культури, директор                                        |
| 5               | Харитонов Олександр Вікторович      | 03.11.2010            | вища    | позапартійний          | ОВС, інспектор сектору догляду                                                  |
| 14              | Аблямітов Ридван Діляверович        | 03.11.2010            | вища    | позапартійний          | тимчасово не працює                                                             |
| 20              | Бока Еміль Сейтмерович              | 03.11.2010            | вища    | позапартійний          | РСП «Крим-аерорух», технік1-категорії                                           |
| 24              | Крюковська Людмила Вікторівна       | 03.11.2010            | вища    | позапартійна           | Укромнівська сільська рада, секретар                                            |
| 28              | Масліна Інга Сергіївна              | 03.11.2010            | середня | позапартійна           | ПП «Григор'єва О. Г.», продавець                                                |
| 29              | Кондратович Кирило Сергійович       | 03.11.2010            | вища    | позапартійний          | ТОВ «Агрокосм», менеджер                                                        |
| 30              | Григоренко Анатолій Андрійович      | 03.11.2010            | вища    | позапартійний          | пенсіонер                                                                       |